# Evangeliar von Wani

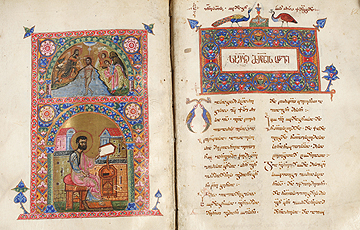
Evangeliar von Wani

Evangeliar von Wani (georgisch ვანის ოთხთავი oder ვანის სახარება, vɑnɪs ɔtʰχtʰɑvɪ oder vɑnɪs sɑχɑrɛbɑ) ist ein georgisches handschriftliches liturgisches Buch aus dem 12. bis 13. Jahrhundert mit den Evangelien des neuen Testaments. Der Text ist georgisch mit der georgischen Schrift Nuschuri in zwei Spalten geschrieben. Die Titel und die Initialen sind mit der Schrift Assomtawruli geschrieben. Das Schreibmaterial ist Pergament. Die Größe einer Seite ist 29 × 21 cm; die Spalten sind 19 × 5,2 cm groß. Das Buch enthält 274 Blätter. 
Das Evangeliar ist mit Miniaturen und ornamentalem Dekor reich geschmückt. Blattgold, goldene und rote Tinte sind großzügig verwendet.
Das Evangeliar von Wani wurde im georgischen Kloster Romana in Konstantinopel von dem georgischen Kalligraphen Ioane geschrieben. Das Buch wurde von der georgischen Königin Tamar in Auftrag gegeben und war danach ihr Eigentum. Die Redaktion des Textes gehört zu Giorgi Mtazmideli.
Im 14. und 15. Jahrhundert wurde die Handschrift im Kloster Schorata in Meschetien, im 18. Jahrhundert in Wani und im 19. Jahrhundert im Gelati-Kloster aufbewahrt. Heute wird sie im Georgischen Nationalen Handschriftenzentrum unter der Signatur A-1335 aufbewahrt.